# Amour et Caméra

Amour et Caméra (titre original : Watch the Birdie) est un film américain de comédie réalisé par Jack Donohue et sorti en 1950.

## Synopsis
Un photographe tombe amoureux d'une fille d'une famille riche, et finit par avoir des problèmes avec des escrocs.

## Fiche technique
- Titre original : Watch the Birdie
- Réalisation : Jack Donohue, assisté de John Waters (non crédité)
- Scénario : Ivan Tors, Devery Freeman, Harry Ruskin d'après une histoire de Marshall Neilan Jr.
- Producteur : Harry Ruskin
- Production : Metro-Goldwyn-Mayer
- Musique : George Stoll
- Image : Paul Vogel
- Lieu de tournage :  Metro-Goldwyn-Mayer Studios
- Pays :  États-Unis
- Décorateur : Edwin B. Willis
- Durée : 71 minutes
- Dates de sortie : 
  - États-Unis : 11 décembre 1950

## Distribution
|  | Red Skelton : Rusty / Pop / Grandpop |  | Arlene Dahl : Lucia                   |
|  | Ann Miller : Miss Lucky Vista        |  | Leon Ames : Grantland Farns           |
|  | Pamela Britton : Mrs. Shanway        |  | Richard Rober (à gauche): Mr. Shanway |